# Jean Gaston Darboux
Jean Gaston Darboux, född 14 augusti 1842 i Nîmes, död 23 februari 1917 i Paris, var en fransk matematiker.
Darboux var 1872–1881 maître de conférences vid École normale i Paris och 1873–1881 därjämte extra ordinarie professor i rationell mekanik och geometri vid Sorbonne samt från 1881 professor i högre geometri där. 
Darboux många arbeten tillhör dels den rena analysen, dels och framförallt geometrin eller analysens användning på geometrin. Inom funktionsteorin framställde han förutom andra värdefulla arbeten i avhandlingen Sur l'approximation des fonctions de très grands nombres en metod för att medelst kännedomen om en funktions analytiska egenskaper beräkna approximativa värden på termerna av hög ordning i dess utveckling i Taylors eller Fouriers serie. Denna metod var sedermera utgångspunkt för högst betydelsefulla arbeten av andra matematiker. 
Särskilt viktiga är hans arbeten inom teorin för partiella differentialekvationer. Där bevisade han, samtidigt med Sofia Kovalevskaja, den för övrigt redan av Augustin Louis Cauchy funna satsen om existensen av integraler till ett system av dylika ekvationer samt utvecklade och fullkomnade teorin för de så kallade singulära lösningarna till förstagradsekvationer. 
Darboux framställde även en metod för integration av andragradsekvationer, vilken bildar ett av de få framstegen på detta område sedan Gaspard Monges och Pierre Simon de Laplaces klassiska arbeten. På det geometriska området publicerade han bland annat det stora verket Leçons sur la théorie générale des surfaces et, les applications géométriques du calcul infinitésimal (fyra band, 1887-96). Han utgav även många arbeten inom mekanik och matematisk fysik.
Darboux utgav även äldre matematikers arbeten, bland annat, tillsammans med Joseph Alfred Serret, de sista delarna av Joseph Louis Lagranges "Œuvres complètes" och Jean-Baptiste Joseph Fouriers "Œuvres complètes" (två band, 1890). Från 1870 redigerade han tillsammans med Jules Houël och Jules Tannery tidskriften "Bulletin des sciences mathématiques". 
Darboux tilldelades Ponceletpriset 1875, blev 1884 ledamot av Institut de France och 1900 Franska vetenskapsakademiens ständige sekreterare. Han blev 1900 ledamot av Vetenskapssocieteten i Uppsala, 1901 utländsk ledamot av svenska Vetenskapsakademien och 1902 utländsk ledamot av Royal Society. Sistnämnda sällskap tilldelade honom även Sylvestermedaljen 1916.